# Gianni Rolando
Gianni Rolando (Tortona, 24 de mayo de 1953) fue un piloto de motociclismo italiano, que compitió en el Campeonato del Mundo de Motociclismo desde 1977 hasta 1983.

## Resultados en el Campeonato del Mundo
Sistema de puntuación desde 1969 hasta 1987:
| Posición | 1.º | 2.º | 3.º | 4.º | 5.º | 6.º | 7.º | 8.º | 9.º | 10.º |
| Puntos   | 15  | 12  | 10  | 8   | 6   | 5   | 4   | 3   | 2   | 1    |

### Carreras por año
(Carreras en Negrita indica pole position, Carreras en cursiva indica vuelta rápida)
| Año  | Clase | Moto       | 1       | 2       | 3       | 4       | 5       | 6       | 7       | 8       | 9       | 10      | 11      | 12      | 13      | Pts. | Pos. |
| ---- | ----- | ---------- | ------- | ------- | ------- | ------- | ------- | ------- | ------- | ------- | ------- | ------- | ------- | ------- | ------- | ---- | ---- |
| 1977 | 500cc | Suzuki     | VEN Ret | AUT DNS | GER -   | NAT Ret |         | FRA 15  |         | NED 13  | BEL Ret | SWE -   | FIN Ret | CZE Ret | GBR -   | 0    | -    |
| 1978 | 350cc | Yamaha     | VEN -   |         | AUT -   | FRA -   | NAT -   | NED -   |         | SWE -   | FIN -   | GBR -   | GER -   | CZE -   | YUG 12  | 0    | -    |
| 1978 | 500cc | Yamaha     | VEN -   | ESP -   | AUT -   | FRA -   | NAT 10  | NED Ret | BEL -   | SWE -   | FIN -   | GBR 6   | GER -   |         |         | 6    | 19.º |
| 1979 | 500cc | Yamaha     | VEN -   | AUT Ret | GER -   | NAT Ret | ESP -   | YUG Ret | NED 11  | BEL -   | SWE -   | FIN -   | GBR 12  |         | FRA 14  | 0    | -    |
| 1980 | 500cc | Suzuki     | NAT Ret | ESP Ret | FRA DNQ | YUG -   | NED -   | BEL -   | FIN -   | GBR Ret | CZE -   | GER -   |         |         |         | 0    | -    |
| 1981 | 500cc | Lombardini |         | AUT -   | GER -   | NAT 12  | FRA Ret |         | YUG Ret | NED -   | BEL -   | RSM Ret | GBR -   | FIN 12  | SWE Ret | 0    | -    |